# Combat de la forêt de Tina
Guerre du Mali
Batailles
Le combat de la forêt de Tina a lieu le 20 avril 2018, pendant la guerre du Mali.

## Déroulement
Le 20 avril 2018, l'armée malienne mène une opération de ratissage dans la forêt de Tina, près de Ténenkou, dans une zone où la Katiba Macina du Groupe de soutien à l'islam et aux musulmans est active,. 

## Pertes
L'armée malienne annonce le lendemain dans un communiqué qu'un soldat a été tué et que deux autres ont été blessés lors des combats. Elle affirme également que les pertes des djihadistes s'élèvent à 15 hommes « neutralisés » et que des armes ont été récupérées et des motos détruites.